# Paragram
Paragram (av grek. para, bredvid, och gramma, bokstav), tillsats, inflickning i en skrift; bokstavs- eller sifferförändring; förfalskning i en skrift.